# Sinochlora voluptaria
Sinochlora voluptaria är en insektsart som först beskrevs av Johann Carl 1914.  Sinochlora voluptaria ingår i släktet Sinochlora och familjen vårtbitare. Inga underarter finns listade i Catalogue of Life.